# Wake Up (album de BTS)
Pour les articles homonymes, voir Wake Up.
Albums de BTS
Dark & Wild
(2014) The Most Beautiful Moment in Life, Part 1
(2015)
Singles
1. No More Dream -Japanese Ver.-
Sortie : 4 juin 2014
2. Boy In Luv -Japanese Ver.-
Sortie : 16 juillet 2014
3. Danger -Japanese Ver.-
Sortie : 19 novembre 2014

Wake Up est le premier album studio japonais du boys band sud-coréen BTS, sorti le 24 décembre 2014.
Il reprend les versions japonaises de certains titres des albums O!RUL8,2?, 2 Cool 4 Skool, Skool Luv Affair et Dark & Wild mais contient aussi des titres inédits en japonais comme Wake Up et The Stars.

## Liste des pistes
| CD    | CD                                                          | CD     | CD         | CD    | CD | CD | CD | CD | CD |
| No    | Titre                                                       | Auteur | Producteur | Durée |    |    |    |    |    |
| ----- | ----------------------------------------------------------- | ------ | ---------- | ----- | -- | -- | -- | -- | -- |
| 1.    | Intro                                                       |        |            | 1:15  |    |    |    |    |    |
| 2.    | The Stars                                                   |        |            | 4:16  |    |    |    |    |    |
| 3.    | Jump -Japanese Ver.-                                        |        |            | 3:55  |    |    |    |    |    |
| 4.    | Danger -Japanese Ver.-                                      |        |            | 4:05  |    |    |    |    |    |
| 5.    | Boy In Luv - Japanese Ver.-                                 |        |            | 3:50  |    |    |    |    |    |
| 6.    | Just One Day -Japanese Ver.- (Extended)                     |        |            | 5:33  |    |    |    |    |    |
| 7.    | いいね！ (I Like It)                                        |        |            | 3:51  |    |    |    |    |    |
| 8.    | いいね！Pt.2～あの場所で～ (I Like It Pt.2 ~In That Place~) |        |            | 4:02  |    |    |    |    |    |
| 9.    | No More Dream -Japanese Ver.-                               |        |            | 3:42  |    |    |    |    |    |
| 10.   | 進撃の防弾 (Attack On bangtan -Japanese Ver.-)              |        |            | 4:07  |    |    |    |    |    |
| 11.   | N.O -Japanese Ver.-                                         |        |            | 3:30  |    |    |    |    |    |
| 12.   | Wake Up                                                     |        |            | 5:49  |    |    |    |    |    |
| 13.   | Outro.                                                      |        |            | 1:34  |    |    |    |    |    |
| 49:29 |                                                             |        |            |       |    |    |    |    |    |

| 1. | No More Dream -Japanese Ver.- |  |
| 2. | Boy In Luv -Japanese Ver.-    |  |
| 3. | Danger -Japanese Ver.-        |  |

| 1. | Danger -Japanese Ver.- (Dance Edit) |  |

## Historique de sortie
| Pays  | Date             | Format   | Label       |
| ----- | ---------------- | -------- | ----------- |
| Japon | 24 décembre 2014 | CD       | Pony Canyon |
| Japon | 24 décembre 2014 | CD + DVD | Pony Canyon |